# Noyers-Bocage

Noyers-Bocage este o comună în departamentul Calvados, Franța. În 1 ianuarie 2018 avea o populație de 1.223 de locuitori.